# Mohja Kahf
Mohja Kahf (arabisch مهجة كهف, DMG Muhǧa Kahf, geb.  1967 in Damaskus, Syrien) ist eine syrisch-amerikanische Dichterin, Autorin und Professorin für Vergleichende Literaturwissenschaft und Nahoststudien (Middle Eastern Studies) an der University of Arkansas in Fayetteville. Sie wurde für ihr literarisches Schaffen bereits mehrfach ausgezeichnet und international vor allem durch ihren Gedichtband E-mails from Scheherazad (2003) und ihren Debütroman The Girl in the Tangerine Scarf (2006) bekannt.

## Leben und Schaffen
Mohja Kahf wurde in Damaskus, Syrien, geboren. Ihr Großvater, ein Mitglied des syrischen Parlaments, wurde in den späten 1960er Jahren aus Syrien verbannt. Ihr Vater war ein Mitglied der verbotenen Muslimbruderschaft und ihre Mutter hatte bei Laila Said, einer einflussreichen Rednerin und Friedensaktivistin aus Damaskus, gewaltfreien sozialen Wandel und persönliche spirituelle Transformation studiert. Im Alter von dreieinhalb Jahren, im März 1971, zog Kahf mit ihrer Familie in die USA, wo sie in einem religiösen, muslimischen Haushalt aufwuchs. Nachdem Kahfs Eltern ihre Studien an der Universität in Utah beendet hatten, zog die Familie zunächst in den Bundesstaat Indiana und später nach New Jersey. 1984 lebte Kahf für kurze Zeit im Irak.
Kahf machte 1988 ihren Abschluss am Douglass College, das als erstes Frauen-College in New Jersey gegründet wurde. Während ihres zweiten Studienjahres lebte sie eine Zeit lang in Saudi-Arabien. 1994 promovierte sie in Vergleichender Literaturwissenschaft an der Rutgers University. Seit 1995 lehrt sie Vergleichende Literaturwissenschaft und Nahoststudien an der University of Arkansas in Fayetteville, wo sie assoziierte Professorin ist. Kahf ist mit Najib Ghadbian, ebenfalls assoziierter Professor (Politikwissenschaft) an der University of Arkansas, verheiratet.
Kahf ist Gründungsmitglied des Radius of Arab American Writers (RAWI) und engagierte sich mehrere Jahre für das Ozark Poets and Writers Collective, eine Gruppe von Schriftstellern im Nordwesten von Arkansas, die sich treffen und öffentlich auftreten. Sie ist Autorin des Sachbuchs Western Representations of the Muslim Woman: From Termagant to Odalisque (1999), des Romans The Girl in the Tangerine Scarf (2006) und dreier Gedichtbände: E-mails from Scheherazad (2003), Hagar Poems (2016) und My Lover Feeds Me Grapefruit (2020). Kahfs Schreiben ist sehr vielseitig. Sie thematisiert in ihren Werken kulturelle Dissonanzen und Überschneidungen zwischen muslimisch-amerikanischen und anderen – sowohl religiösen als auch säkularen – Gemeinschaften. Syrien, der Islam, Ethik, Politik, Feminismus, Menschenrechte, der Körper, Gender und Erotik stehen häufig im Fokus. Neben ihrem Sachbuch, Roman, zahlreichen Essays und Gedichten schrieb sie 2004 auch eine Ratgeber-Kolumne und Kurzgeschichten über Sex, Sex and the Umma, für den Muslim Wakeup, eine progressive islamische Website. Kahfs Gedichte wurden unter anderem in der Paris Review, Atlanta Review, Ozark Gazette und der Paterson Review veröffentlicht. 2002 erhielt sie den prestigeträchtigen Arkansas Arts Council Individual Artist Award für ihre literarischen Leistungen; 2011 den Pushcart Prize für ihr nicht fiktionales Essay The Caul of Inshallah über die schwierige Geburt ihres Sohnes und 2020 wurde ihr Gedichtband My Lover Feeds Me Grapefruit mit dem Press 53 Award for Poetry ausgezeichnet.
Kahf ist auch Aktivistin. Sie ist Mitglied des Syrian Nonviolence Movement und besuchte 2011 mit ihrer Tochter die türkische Grenze zu Syrien, um mit syrischen Flüchtlingen zu arbeiten. Ihre Erfahrungen hielt sie in dem Essay The Daughter's Road to Syria fest. Kahf hat auch an Protestmärschen gegen den Krieg der Vereinigten Staaten gegen den Irak teilgenommen und war eine frühe Unterzeichnerin des U.S. Academic and Cultural Boycott of Israel.

## Schwerpunkte in Forschung und Lehre
- Vergleichende Literaturwissenschaft
- Moderne Arabische Literatur
- Postkoloniale Studien
- Arabische und Arabisch-Amerikanische Feminismen
- Arabisch-Amerikanische Literatur
- Der Koran
- Postkoloniale Literatur von Frauen in vergleichender Perspektive
- Literaturen der Iberischen Halbinsel 711–1615 CE
- Klassische Arabische Literatur[7]

## Auszeichnungen
- 2020: Press 53 Award for Poetry für ihren Gedichtband My Lover Feeds Me Grapefruit[6]
- 2011: Pushcart Prize für ihr kreatives nicht fiktionales Essay The Caul of Inshallah
- 2002: Arkansas Artist Award for Poetry[7]

## Werke

### Belletristik
- My Lover Feeds Me Grapefruit (Gedichtband, 2020)
- Hagar Poems (Gedichtband, 2016)
- The Girl in the Tangerine Scarf (Roman, 2006)
- E-mails from Scheherazad (Gedichtband, 2003)

### Wissenschaftliche Publikationen

#### Monografie
- Western Representations of the Muslim Woman: From Termagant to Odalisque. University of Texas Press, Austin 1999. ISBN 9780292743373

#### Herausgeberschaft
- mit Nadine Sinno (Hrsg.): Constructions of Masculinity in the Middle East and North Africa: Literature, Film, and National Discourse. The American University in Cairo Press, Kairo 2021. ISBN 9789774169755

#### Artikel (Auswahl)
- Writing on Muslim Gender Issues in the West Today: Slipping Past the Pity Committee. In: Rabab Abdal Hadi et al. (Hrsg.): Arab and Arab American Feminisms: Gender, Violence, and Belonging. Syracuse University Press, Syracuse 2011.
- From Her Royal Body the Robe Was Removed: The Blessings of the Veil and the Trauma of Forced Unveiling in the Middle East. In: Jennifer Heath (Hrsg.): The Veil: Its History, Lore, and Politics. University of California Press, Berkeley 2008.
- The Silences of Contemporary Syrian Literature. In: World Literature Today (Spring 2001).
- Politics and Erotics in Nizar Kabbani's Poetry: From the Sultan's Wife to the Lady Friend. In: World Literature Today (Winter 2000).
- Packaging Huda: Sha'rawi's Memoirs in the US Reading Environment. In: Amal Amireh, Lisa Suhair Majaj (Hrsg.): Going Global: The Transitional Reception of Third World Women Writers. Garland, New York 2000.
- Braiding the Stories: Women's Eloquence in the Early Islamic Era. In: Gisela Webb (Hrsg.): Windows of Faith: Muslim Women's Scholarship and Activism. Syracuse University Press, Syracuse 2000.